# Monomorium nitidiventre
Monomorium nitidiventre är en myrart som beskrevs av Carlo Emery 1893. Monomorium nitidiventre ingår i släktet Monomorium och familjen myror. Inga underarter finns listade i Catalogue of Life.